# Nana Nauwald

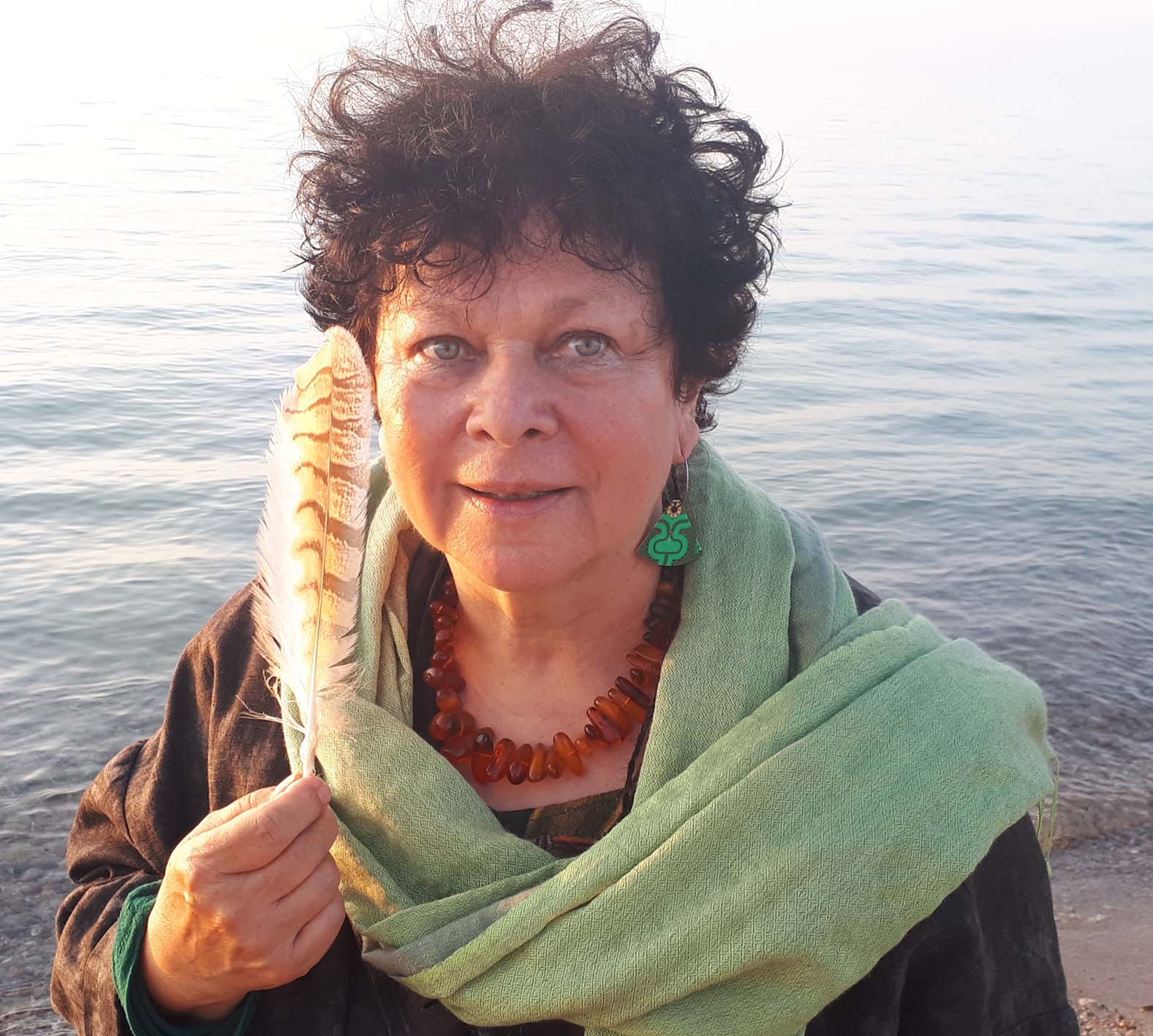
Nana Nauwald (2019)

Nana Nauwald (* 7. Mai 1947 in Uslar bei Göttingen) ist eine deutsche bildende Künstlerin, Malerin und Buchautorin.

## Leben
Nauwald machte eine Lehre als Kirchenmalerin bei ihrem Vater, dem freien Künstler Heinz Nauwald. Sie studierte Kunst und Werken für das Lehramt an der Hochschule Braunschweig.
1975 eröffnete sie ein Antiquitätengeschäft, spezialisiert auf alte Kinderbücher und altes Spielzeug. Dem Geschäft angeschlossen war eine Werkstatt für Restaurierung alter Gemälde und Rahmen. Von 1982 bis 1990 hatte sie ein Atelier für Restaurierung von Gemälden und Vergoldungen in Frankfurt am Main. Seit 1987 machte sie Seminar-Erfahrungen im nordamerikanischen und peruanischen Schamanismus. 1989 reiste sie nach Oshogbo, Nigeria und lernte die Künstlerin Susanne Wenger kennen. 1990 zog sie nach Südergellersen in der Lüneburger Heide und heiratete den Buchverleger Bruno Martin. Seitdem arbeitet sie als freischaffende bildende Künstlerin. 1992 lernte sie die Anthropologin Felicitas Goodman kennen, erforschte mit ihr und in ihrem Institut in New Mexico die Methode „Rituelle Körperhaltungen und Ekstatische Trance“ bis zum Tod von Goodman 2005. Seit 1998 sammelte sie Erfahrungen und erforschte den Schamanismus bei indigenen Völkern im Amazonas-Gebiet von Peru, in Kolumbien, Brasilien, Chile, Nepal, Sibirien. Von 1998 bis 2017 kam sie regelmäßig in ein Dorf des Volkes der Shipibo-Conibo am Ucayali, Amazonas. Sie erforschte die schamanischen Traditionen, ihr Pflanzenwissen und die geometrische Musterkunst der Shipibo, die u. a. in ihre Bücher einfließt. 2004/2005 war sie Gastprofessorin für „Rituale der Wahrnehmung“ an der Hochschule für Bildende Künste in Braunschweig. Seit 2012 ist sie im Vorstand des deutschen Felicitas-Goodman-Instituts n.e.V. Seit 1996 inspiriert sie in Europa und Russland durch Natur- und Trancerituale Menschen zur Kreativität und zum Zugang zum eigenen inneren Wissen.

## Das künstlerische Werk
Das künstlerische Werk Nana Nauwalds wurde in Ausstellungen und Konferenzen weltweit gezeigt: Schweiz, USA, Frankreich, Niederlande, Rumänien. Viele ihrer Gemälde wurden als Titelbilder von Buchveröffentlichungen, in Büchern und Zeitschriften gezeigt.
Ihre künstlerische Arbeit sieht sie als „visionären Farbgesang“, den sie durch feingearbeitete, farbintensive, auf schwarzer Leinwand gemalte Visionen darstellt. Ihre Malerei ist bestimmt von der Frage nach der Grundinformation allen Lebens, daher sind ihre Gemälde oft von mikrokosmischen Strukturen geprägt.

## Das schriftstellerische Werk
Ihr schriftstellerisches Werk basiert auf ihren Erfahrungen mit traditionellen Schamanen in Südamerika und Asien und eigenen ethnologischen Forschungen bei indigenen Gemeinschaften. Ihre jahrzehntelange Arbeit mit Menschen in Seminaren und der Erforschung europäischer, kultureller und historischer Quellen des Schamanismus bilden die Grundlage ihrer Sachbücher.

## Erzählende Werke
- Im Zeichen des Jaguar. 2. Auflage. BoD 2015, Norderstedt, ISBN 978-3-7386-3299-6. (Online)
- Der Gesang des schwarzen Jaguars – Mein Leben bei den Schamanen des Amazonas. 2. Auflage, Ullstein, Berlin 2007; ISBN 978-3-548-74356-1.
- Das Lachen der Geister – Meine Reise zu den Schamanen – Magie und Rituale am Amazonas. 3. Auflage. Bod, Norderstedt 2014, ISBN 978-3-7386-0391-0.
- Der Flug des Schamanen. Schamanische Märchen und Mythen. 2. Auflage. BoD 2012, ISBN 978-3-8482-1594-2.

### Sachbücher
- Bärenkraft und Jaguarmedizin – die bewusstseinsöffnenden Techniken der Schamanen. Aarau 2002. ISBN 978-3-85502-778-1.
- Ecstatic Trance. New Ritual Body Postures – A Workbook. Binkey Kok 2003, Havelte. ISBN 90-74597-63-7.
- Ekstatische Trance – Rituelle Körperhaltungen, das Arbeitsbuch. 3. Auflage. Aarau 2018, ISBN 978-3-03800-610-7.
- Schamanische Rituale der Wahrnehmung – den Geist der Tiere erfahren, überliefertes Wissen aus europäischen Traditionen. 2. Auflage. Aarau 2010, AT-Verlag, ISBN 978-3-03800-545-2.
- Feuerfrau und Windgesang – Schamanische Rituale für Schutz und Stärkung. 2. Auflage. Aarau 2010, AT-Verlag, ISBN 978-3-03800-465-3.
- Mein Wort ist mächtig: Die Kraft der Worte in heilsamen Ritualen. Aarau 2015, AT-Verlag, ISBN 978-3-03800-835-4.
- Von Menschen und anderen Geistern – Meine Reisen durch schamanische Welten. Aarau 2022, AT-Verlag. ISBN 978-3-03902-146-8.
- inner cosmos. Kunstmappe mit Texten und Gemälden. Stiefenhofen 2010, artemisia edition. ISBN 978-3-00-031206-9.

### Textbeiträge in Büchern
- Joanna Sionkowski: Visionäre Kunst – Kunstgeschichtliche Bedeutung und Analyse. Die visionäre Künstlerin Nana Nauwald. BoD, Norderstedt 2011, ISBN 978-3-8423-5182-0.
- David Jay Brown and Rebecca Ann Hill: Visionary Art and Shamanism, in: Women of Visionary Art. Rochester, Vermont (USA) 2018. ISBN 978-1-62055-693-1.

### Hörbuch
- Lebenszauber. Nana Nauwald erzählt schamanische Märchen. Eigene Produktion 2018. ISBN 978-3-00-059885-2.